# Jalynskyj-Wasserfall
Der Jalynskyj-Wasserfall (ukrainisch Ялинський водоспад) ist ein Wasserfall des Jalyn (ukrainisch потік Ялин), ein Bach im Biosphärenreservat Karpaten in den ukrainischen Waldkarpaten.
Der Jalynskyj-Wasserfall befindet sich in über 1000 m Höhe und ist mit einer Fallhöhe von 26 Metern der höchste einstufige Wasserfall in den ukrainischen Karpaten. Er befindet sich östlich des Dorfes Dilowe im Rajon Rachiw der Oblast Transkarpatien unweit der rumänischen Grenze.
Der Jalyn-Bach, der den Wasserfall speist, ist ein Zufluss zum 12 Kilometer langen Bilyj (Білий), einem Nebenfluss der Theiß.